# Adelobotrys saxosa
Adelobotrys saxosa är en tvåhjärtbladig växtart som beskrevs av John Julius Wurdack. Adelobotrys saxosa ingår i släktet Adelobotrys och familjen Melastomataceae. Inga underarter finns listade i Catalogue of Life.